# París-Tours 1994
La París-Tours 1994 fou la 88a edició de la clàssica París-Tours. Es disputà el 2 d'octubre de 1994 i el vencedor final fou l'alemany Erik Zabel de l'equip Team Telekom.
Era la novena cursa de la Copa del Món de ciclisme de 1994.

## Classificació general
|    | Ciclista                 | Equip                    | Temps      |
| -- | ------------------------ | ------------------------ | ---------- |
| 1  | Erik Zabel (GER)         | Team Telekom             | 6h 15' 37" |
| 2  | Gianluca Bortolami (ITA) | Mapei-Clas               | m. t.      |
| 3  | Zbigniew Spruch (POL)    | Lampre-Polti             | m. t.      |
| 4  | Mario Cipollini (ITA)    | Mercatone Uno-Medeghini  | m. t.      |
| 5  | Adrie van der Poel (NED) | Collstrop-Willy Naessens | m. t.      |
| 6  | Steve Bauer (CAN)        | Motorola                 | m. t.      |
| 7  | Giovanni Fidanza (ITA)   | Polti-Vaporetto          | m. t.      |
| 8  | Laurent Jalabert (FRA)   | ONCE                     | m. t.      |
| 9  | Wilfried Nelissen (BEL)  | Novemail-Histor          | m. t.      |
| 10 | Martin van Steen (NED)   | TVM-Bison                | m. t.      |